# Latera
Latera – miejscowość i gmina we Włoszech, w regionie Lacjum, w prowincji Viterbo. W średniowieczu (od 1408) została nadana rodowi Farnese, który włączył go do księstwa Castro.
Według danych na rok 2004 gminę zamieszkiwało 1021 osób, 46,4 os./km².